# PWS–10
A PWS–10 a lengyelországi Podlasiei Repülőgépgyárban (PWS) az 1930-as évek elején tervezett és gyártott vadászrepülőgép. A PWS–10 volt az első sorozatban gyártott lengyel vadászrepülőgép.

## Története
A gép tervezését 1927-ben kezdték el a Lengyel Légierőben használt francia gyártmányú SPAD 61 vadászrepülőgépek leváltására. A fejlesztőmunkát Aleksander Grzędzielski és Augustin Zdanewski irányította. Az első prototípus 1929-ben készült el, majd 1930 márciusában emelkedett először a levegőbe. A PWS–10 fejlesztése egyidőben zajlott a PZL-nél készülő PZL P.1 tervezésével. Habár a P.1 sokkal korszerűbb konstrukciójú, nagyobb teljesítményű és harcértékű gép volt, de annak elhúzódó fejlesztése miatt a lengyel védelmi minisztérium ideiglenes megoldásként a klasszikus felépítésű és konstrukciós megoldásokat alkalmazó, vegyes építésű PWS–10-esekből egy 80 db-os széria megrendelése mellett döntött.
A PWS 1931 és 1932 között építette meg a megrendelt 80 darabos sorozatot. A PWS saját kezdeményezésére a PWS–10 alapján megépített egy kétfedelű változatot, mely a PWS–15 típusjelzést kapta. Az első felszállását 1931 tavaszán végrehajtó kétfedelű prototípustól a gyár jobb manőverező képességet és emelkedőképességet várt, bár a két szárny miatt a maximális sebesség csökkent. A PWS–15 programját végül elvetették, a sorozatgyártásra nem került sor.

## Alkalmazása
A PWS–10-est 1932-ben rendszeresítették a Lengyel Légierőnél. A gépekkel a 122., 131., 132. és 141. sz. vadászrepülő századokat szerelték fel. A sokkal modernebb PZL P.7 vadászrepülőgépek megjelenése után kivonták őket a harcoló alakulatok állományából, és a légierő dęblini repülőiskolájába vezényelték át őket. A második világháború kitörése előtti időszakban még több példánya üzemelt Dęblinben. 1939 nyarán a még üzemelő PWS–10-eseket Ułeżben vonták össze. A lengyelországi hadjárat első napjaiban a még üzemelő példányokat főként légi járőrözésre és felderítésre használták.
A lengyel légierő vadászrepülő századaitól kivont gépek közül 20 darabot 1936 végén Portugálián keresztül eladtak Spanyolországnak. A gépeket szétszerelve szállították Spanyolországba, ahol a PZL szakemberei szerelték össze őket. A gépek Spanyolországban hivatalosan a Chiquita nevet kapták, nem hivatalos beceneve pedig a Pavipollo volt. Az első összeszerelt gép 1936 decemberében repült Leónban. A típus akkorra már teljesen elavult, ezért csak kiképzésre és gyakorlásra használták a Sevilla közeli El Coperóban lévő 4. Vadászrepülő Csoport állományában. A gépeket később áttelepítették Jerez de la Fronterába, ahol 1937–1938 között üzemeltek. 1939-ben mindegyik megmaradt gépet selejtezték. Az üzemeltetés során néhány példány balesetben összetört.

## Műszaki jellemzői
Felsőszárnyas, vegyes építésű repülőgép. A törzs fém rácsszerkezet, melynek elülső részét durallal, hátulsó részét vászonnal borították. A szárny a törzs fölött helyezkedett el. Az elliptikus alaprajzú szárnyak faszerkezetűek, rétegeslemezzel és vászonnal borítva, oldalanként két-két dúccal merevítve. A vezérsíkok és a kormányfelületek szerkezete fémből készült és vászonborítást kapott. A gép egyszemélyes pilótafülkéje nyitott, a pilótát szélvédő védte. Futóműve hagyományos, hárompontos. A főfutók kerekesek, hátul pedig farokcsúszó kapott helyet. A gépet a Škoda Művek lengyelországi gyára által készített 12 hengeres, W-hengerelrendezésű, vízhűtéses Lorraine-Dietrich LD–12Eb dugattyús motor hajtotta. A vízhűtő radiátorát elöl a törzs alatt, közvetlenül a főfutók előtt helyezték el. A motor fából készült, állandó állásszögű kéttollú légcsavart hajtott. A gép 280 literes üzemanyagtartályát a törzsben helyezték el. Fegyverzetét a törzs két oldalába beépített, légcsavarkörön keresztül tüzelő, szinkronizált 7,7 mm-es Vickers géppuska alkotta.

## Műszaki adatai

### Tömeg- és méretadatok
- Fesztáv: 10,5 m
- Hossz: 7,7 m
- Szárnyfelület: 18,25 m²
- Magasság: 2,9 m
- Üres tömeg: 1113 kg
- Felszállótömeg: 1500 kg
- Legnagyobb felszállótömeg: 1550 kg
- Hasznos terhelés: 387 kg

### Motorok
- Motor típusa: Lorraine-Dietrich LD–12Eb W12 hengerelrendezésű, vízhűtéses benzinmotor
- Motorok száma: 1 db
- Maximális teljesítmény: 478 LE

### Repülési adatok
- Gazdaságos utazósebesség: 215 km/h
- Maximális sebesség: 240 km/h
- Emelkedőképesség: 5,8 m/s
- Szárny felületi terhelése: 82,3 kg/m²
- Maximális utazómagasság: 5900 m
- Hatótávolság: 520 km

## Külső hivatkozások
- Az Ugolok nyeba cikke a PWS–10-ről, fényképekkel (oroszul)